# セコンド (漫画)
『セコンド』は、井上泰樹による日本の漫画。『週刊少年ジャンプ』（集英社）において、1988年16号から21号まで連載された。単行本は全1巻。ボクシングジムに所属するベテラントレーナー（セコンド）・大松の視点を通じて、華やかだが厳しくもあるボクシングの世界を描いた作品である。
主人公・大松清司はかつてヨネクラボクシングジムに所属していた名トレーナー・松本清司（第1回エディ・タウンゼント賞受賞者、1994年に58歳で死去）がモデルとなっており、作者は実際に松本を取材している。
少年誌としては題材が合わなかったことから、当時の『少年ジャンプ』としては最短レベルの6話で打ち切りとなった。

## 登場人物
大松清司（だいまつ せいじ）
主人公。「新倉ジム（モデルはヨネクラジム）」に所属するベテランセコンド。教え子たちには時には厳しく、また時には優しく見守っている。
新倉（にいくら）
新倉ジムの会長。モデルはヨネクラジム会長の米倉健司。
五十嵐隆一（いがらし りゅういち）
第1話に登場。愛称は「リュウ」。バンタム級の6回戦選手。試合前に過酷な減量をこなすが、欲望には勝てず試合直前にコーラを飲んでしまい…。
宮田勝（みやた まさる）
第2話に登場。フェザー級の新人選手。デビュー戦で大松がセコンドにつくことになり…。
成瀬城二（なるせ じょうじ）
第3話に登場。日本ライト級7位。32歳と既に選手としては下り坂。そんな中、同クラスの日本タイトルマッチに挑むも周りからは「噛ませ犬」と揶揄されるが…。
西岡良司（にしおか りょうじ）
第2話・第4話に登場。ミドル級。東日本新人王を目指す、有望の若手選手。
横山健一（よこやま けんいち）
第4話に登場。西岡と同じミドル級。東日本新人王決定戦トーナメントで西岡との「同門対決」となってしまい、新倉と大松は彼を棄権させようとする。しかし横山はこれに反発し…。
大石秀樹（おおいし ひでき）
第5話に登場。モデルは大橋秀行。ライトフライ級。かつては「天才」と呼ばれ、周囲からチヤホヤされるうちに「ビッグマウス」の異名を取ったが、世界タイトル挑戦に失敗した後は失意の日々を過ごしていた。レフ・トルストイの小説「光あるうち光の中を歩め」に出会ったことで復活し、日本タイトル保持者・喜多見（モデルは喜友名朝博）に挑む…。
アンディ・インガルス
第6話（最終回）に登場。モデルはエディ・タウンゼント。大松がトレーナーとして駆け出しだった頃に出会ったベテランセコンド。常に選手を励ます指導法は、厳しいばかりだった大松に大きな影響を与えた。